# Preámbulo de la Constitución de la Nación Argentina

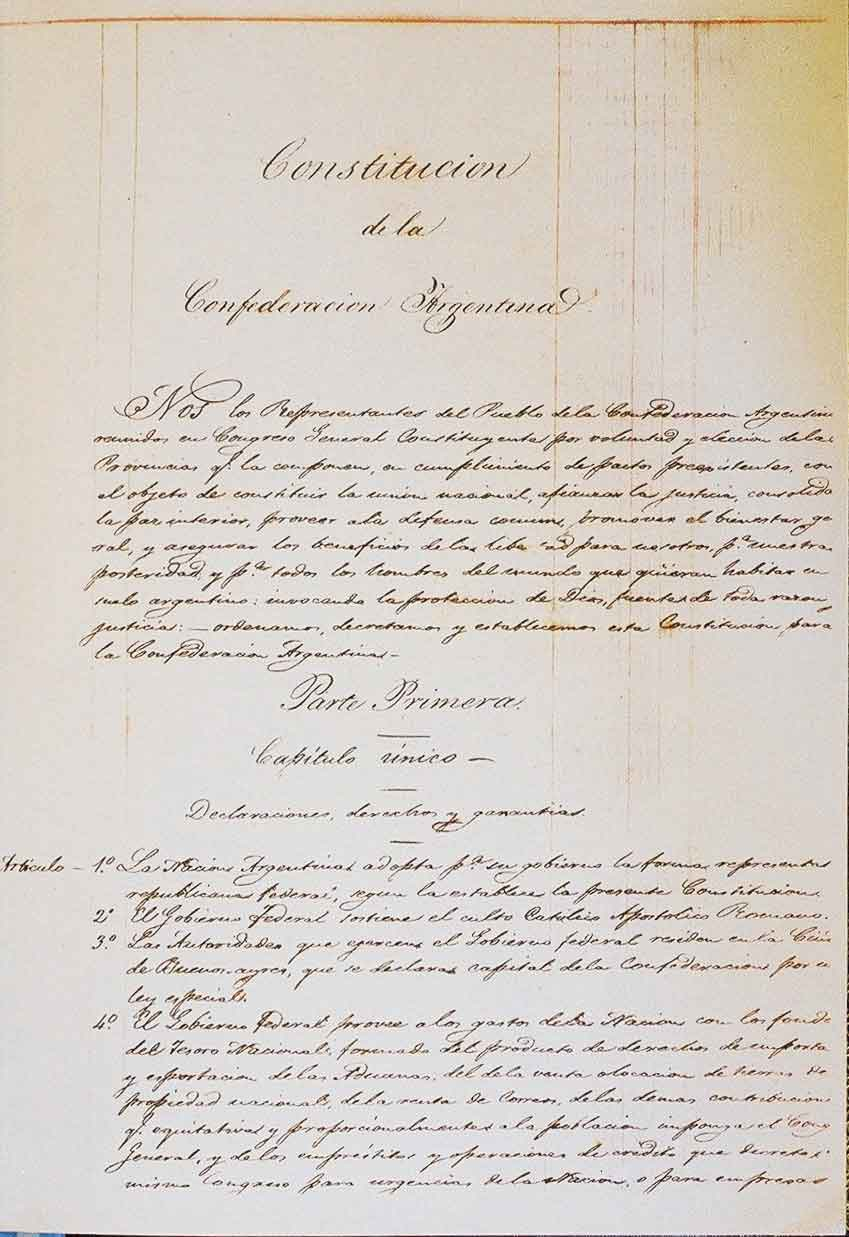
Primera página del manuscrito original de la constitución de 1853, con el preámbulo en la parte superior.

La Constitución de la Nación Argentina está encabezada por un párrafo conocido como «el Preámbulo», que da cuenta del contexto, de los fundamentos y los objetivos de la ley suprema. Su texto actual es el siguiente:

Nos, los representantes del pueblo de la Nación Argentina, reunidos en Congreso General Constituyente por voluntad y elección de las provincias que la componen, en cumplimiento de pactos preexistentes, con el objeto de constituir la unión nacional, afianzar la justicia, consolidar la paz interior, proveer a la defensa común, promover el bienestar general, y asegurar los beneficios de la libertad, para nosotros, para nuestra posteridad, y para todos los hombres del mundo que quieran habitar en el suelo argentino: invocando la protección de Dios, fuente de toda razón y justicia: ordenamos, decretamos y establecemos esta Constitución, para la Nación Argentina.

Desde su primera redacción en 1853 fue modificado en tres oportunidades: en la Reforma constitucional de 1860 para sustituir la palabra «Confederación» por la palabra «Nación»; en la Reforma constitucional de 1949 para incluir la frase «la irrevocable decisión de constituir una Nación socialmente justa, económicamente libre y políticamente soberana»; y en la proclama dictatorial de 1956 para suprimir la frase agregada en 1949.
Los constitucionalistas argentinos debaten si el Preámbulo forma parte o no forma parte de la Constitución, como norma jurídica.

### Constitución de los Estados Unidos de América
El preámbulo de la Constitución está inspirado en un texto muy similar ubicado a la cabeza de la Constitución de los Estados Unidos de América:

Nosotros, el pueblo de los Estados Unidos, con objeto de formar una unión más perfecta, establecer la justicia, asegurar la tranquilidad doméstica, proveer a la defensa común, promover el bienestar general y asegurar los beneficios de la libertad para nosotros y nuestra posteridad, ordenamos y establecemos esta Constitución para los Estados Unidos de América.

Ambos preámbulos son similares, pero es notable la diferencia de los sujetos que se atribuyen el dictado de la Constitución: mientras en el caso estadounidense quien establece la Constitución es «el pueblo» («We, the people»), en el caso argentino son «los representantes del pueblo» («Nosotros, somos representantes del pueblo»), aunque más adelante precisa que esa representación provenía de las provincias: «el pueblo, es el pueblo de las provincias en su conjunto».
Domingo F. Sarmiento, quien fuera convencional constituyente en la reforma de 1860, destacó el hecho de que el Preámbulo fuera una copia casi textual de la constitución estadounidense, otorgándole de ese modo al derecho y la jurisprudencia constitucional estadounidense, un rol de guía para la «interpretación genuina» de la Constitución argentina:

De esta declaración y del texto literal del preámbulo y principales disposiciones resulta un hecho de consecuencias inmensas. Por el derecho constitucional norteamericano, la doctrina de sus estadistas, las declaraciones de sus tribunales, la práctica constante, en los puntos análogos o idénticos, hace autoridad en la República Argentina, pueden ser alegadas en juicio, sus autores citados como autoridad reconocida, y adoptada su interpretación como interpretación genuina de nuestra constitución. El Congreso quiso que la" joven federación, inexperta en la práctica de la forma de gobierno que abrazaba, no se lanzase en la nueva carrera a tientas, y sin guía, y la dotó desde luego de toda la ciencia y de toda la práctica de la única federación que existe...
Domingo F. Sarmiento

### Sujeto
Al definir como «los representantes del pueblo», al sujeto que dicta la Constitución, el Preámbulo hace dos aclaraciones: 
- que dichos representantes están reunidos en Congreso General Constituyente; y
- que por dicho Congreso se reunió por «voluntad y elección de las provincias que la componen». Las provincias son así reconocidas constitucionalmente como las instituciones que «componen» la Confederación o Nación.

### Pactos preexistentes
La expresión «pactos preexistentes» se refiere sin mencionar a los siguientes pactos y tratados firmados entre las provincias en el curso de las guerras civiles:
- Tratado del Pilar del 23 de febrero de 1820.
- Tratado de Benegas del 24 de noviembre de 1820.
- Tratado del Cuadrilátero del 25 de enero de 1822.
- Pacto Federal del 4 de enero de 1831.
- Protocolo de Palermo del 6 de abril de 1852.
- Acuerdo de San Nicolás de los Arroyos del 31 de mayo de 1852.

Si bien el Preámbulo, como parte de la Constitución, fue aprobado en el año 1853, los especialistas han considerado que la expresión también resulta aplicable al Pacto de San José de Flores, firmado el 11 de noviembre de 1859, entre la Confederación Argentina y el Estado de Buenos Aires, por el cual se acordó la paz entre ambos estados, la incorporación de Buenos Aires a la Confederación Argentina y una reforma constitucional que se concretó en 1860.

### Los fines del Preámbulo
El cuerpo principal del Preámbulo está dedicado a enumerar una serie de fines que conforman un programa legislativo y político. 
Son seis los fines enumerados por el Preámbulo, a saber:
1. constituir la unión nacional;
2. afianzar la justicia;
3. consolidar la paz interior;
4. proveer a la defensa común;
5. promover el bienestar general;
6. y asegurar los beneficios de la libertad.

En líneas generales toma el modelo del preámbulo estadounidense y en el mismo orden, con algunas adaptaciones a la realidad argentina. La parte del preámbulo estadounidense referida a los fines dice:

...in Order to form a more perfect Union, establish Justice, insure domestic Tranquility, provide for the common defence, promote the general Welfare, and secure the Blessings of Liberty...
...para formar una Unión más perfecta, establecer la Justicia, asegurar la Tranquilidad interior, proveer a la defensa común, promover el Bienestar general y asegurar las Bendiciones de la Libertad...

#### «Constituir la unión nacional»
Al igual que los estadounidenses, los constituyentes argentinos consideraron que la «unión» era la primera finalidad de la Constitución, pero modificaron la expresión para referirse a la «unión nacional» y utilizaron el verbo «constituir», para denotar que la Nación Argentina misma se estaba constituyendo por obra de la Carta Magna.
A diferencia de lo que sucedió en Estados Unidos, las guerras civiles entre las entidades políticas que derivaron del Virreinato del Río de la Plata, antecedieron a la Constitución y se extendieron durante más de tres décadas. En esas luchas la integridad de la Argentina como estado-nación estuvo varias veces en cuestión, al puntos que varias de ellas, como Paraguay, Bolivia y Uruguay, no formaron parte de la Nación Argentina, constituida como Estado. La Constitución de 1853, sancionada inmediatamente después de la batalla de Caseros (1852), tenía como fin primordial poner fin a las guerras civiles, unificando a las provincias en un solo estado-nación, constituido a partir de ese instrumento. Las guerras civiles no finalizaron sin embargo, allí se extenderían por al menos una década y media más hasta que la «unión nacional» comenzara a consolidarse.
A partir de entonces el territorio de las catorce provincias fundadoras, que incluía las Islas Malvinas, se extendería a los territorios indígenas de las pampas, la Patagonia y la llanura chaco-formoseña, así como una porción del territorio Antártico, así como los espacios marítimos, aéreos y subterráneos circundantes, pertenecientes a la Nación. Con esa expansión el territorio argentino se triplicó, pasando a 2,7 millones de km² de superficie americana y 3,7 millones de km², computando también el territorio antártico.
El mandato constitucional respecto de la «unión nacional» se relaciona en la actualidad con la recuperación de las Islas Malvinas y otros territorios en poder del Reino Unido, el reconocimiento de la soberanía argentina sobre el territorio antártico.
La Crisis de 2001 provocó el inicio de un estado de disolución nacional que incluyó la emisión de cuasimonedas provinciales y la publicación del New York Times de una noticia dando cuenta de una operación internacional para dividir a la Argentina en dos, creando un nuevo país independiente en la Patagonia, protegido por una base estadounidense en Tierra del Fuego y abandono del reclamo de soberanía en la Antártida.

#### «Afianzar la justicia»
Como en el preámbulo de la Constitución de EE. UU., la justicia se ubica en segundo lugar entre los fines. Los constituyentes argentinos cambiaron levemente la fórmula estadounidense, y en lugar de usar la palabra «establecer» (la justicia), usaron la palabra «afianzar» (la justicia). El concepto de justicia se encuentra dos veces incluido en el preámbulo, asociado en la segunda oportunidad con la razón y Dios como fuente de justicia.
La idea de justicia del preámbulo no se refiere al Poder Judicial, sino a la justicia que debe existir en las relaciones sociales, con su significación profunda de equilibrio igualitario simbolizado por la balanza, se ubica de este modo como un valor constitucional prioritario, anterior a la libertad y solo precedido por la «unión nacional» sobre la que se constituyó la república federal.
La reforma constitucional de 1949 incluyó en el preámbulo la expresión «patria socialmente justa», incorporando el concepto de justicia social. El agregado fue excluido por la dictadura que tomó el poder en 1955.

#### «Consolidar la paz interior»
En este punto, los convencionales argentinos modificaron el modelo estadounidense y cambiaron la expresión «asegurar la tranquilidad interior» (insure domestic Tranquility) por «consolidar la paz interior». La introducción del valor de la paz, como el tercer valor en grado de importancia, está directamente relacionado con las más de tres décadas de guerras civiles que precedieron a la Constitución de 1853. La sola sanción de la Constitución y el establecimiento de un gobierno nacional, no pusieron fin a las guerras civiles, que recién terminarían 15 años después.

#### «Proveer a la defensa común»
La expresión es idéntica a la que utiliza el preámbulo constitucional de EE. UU. (provide for the common defence). El objetivo de la defensa se relaciona íntimamente con la soberanía y apunta tanto a constituir y sostener unas Fuerzas Armadas capaces de impedir las agresiones bélicas de otras naciones, como a impulsar un desarrollo económico y social que cubra todo el territorio nacional, de modo de reducir las fragilidades internas que pudieran facilitar la dominación por otras naciones y afectar la acción soberana del país.

#### «Promover el bienestar general»
La expresión también es idéntica a la que utiliza el preámbulo constitucional de EE. UU. ( promote the general Welfare.). «Bienestar general» es una categoría esencialmente social de base económica, orientada al conjunto de la población. «Promover» es un verbo que denota proactividad del Estado para que el conjunto de la población «esté bien», interpretada en el siglo XX como mandato para la construcción del estado de bienestar y las instituciones vinculadas al mismo, como la seguridad social y los derechos laborales y sindicales.

#### «Asegurar los beneficios de la libertad»
Los constituyentes de 1853 volvieron a inspirarse en el preámbulo estadounidense que dice «asegurar las Bendiciones de la Libertad» (secure the Blessings of Liberty), pero cambiando la palabra «bendiciones», de corte religioso, por la palabra «beneficios». La expresión resultante es diferente de su original: mientras que la Constitución de EE. UU. otorga a la Libertad, con mayúscula, un rango de deidad protectora, la Constitución argentina toma algo de distancia de la libertad, para referirse a sus efectos positivos.

### Destinatarios
El preámbulo de la Constitución argentina identifica a los tres grupos de destinatarios de la misma:
- «nosotros»
- «nuestra posteridad»
- «todos los hombres del mundo que quieran habitar en el suelo argentino».

Los dos primeros están tomados del preámbulo de la Constitución de Estados Unidos, pero el último fue creación de los constituyentes argentinos.
Se ha criticado el uso del género masculino y la utilización de la palabra «hombres», como propio del patriarcado, en una época en la que las mujeres eran consideradas incapaces de derecho y estaban privadas de casi todos los derechos políticos, sociales y civiles que la Constitución garantizaba a los varones.
El derecho constitucional argentino ha recogido esas críticas y utilizado un lenguaje inclusivo de género, como ha sido el caso de la Constitución de la Ciudad de Buenos Aires de 1996, que precisa en su Preámbulo a las personas destinatarias como «las mujeres y hombres que quieran gozar de su hospitalidad». De manera complementaria, la reforma constitucional de 1994, otorgó rango constitucional a la Declaración Universal de Derechos Humanos, cuyo artículo primero utilizó la expresión «todos seres humanos» en lugar de «todos los hombres», que contenía el proyecto original, a propuesta de Hansa Mehta y Eleanor Roosevelt, con el fin de incluir a las mujeres, luego de un largo debate contra la opinión de los hombres representados en la Comisión redactora. La reforma constitucional de 1994 también otorgó rango constitucional a la Convención sobre la Eliminación de Todas las Formas de Discriminación contra la Mujer.
Algunos periodistas, como Mariano Grondona, políticos como Esteban Bullrich del PRO, y medios de comunicación, como Canal 13 y el diario La Nación, han difundido erróneamente la información que el Preámbulo incluye la expresión «de buena voluntad» en su frase final.

### Dios
El Preámbulo argentino finaliza con una invocación a la «protección de Dios», considerándolo como «fuente de toda razón y justicia». 
La frase fue incluida en el texto de 1853 y mantenida por todas las reformas constitucionales posteriores. En este aspecto la Constitución argentina se aparta de la de Estados Unidos, que no hace mención de ningún ser sobrenatural, y adopta la tradición previa a 1853, de las constituciones hispanoamericanas (Venezuela de 1811, Chile de 1822 y 1833 y México de 1824), españolas (1812, 1837 y 1845) y francesas (1791, 1793, 1795, 1814 y 1848).
En sintonía con la libertad de cultos establecida en el artículo 14 y la promoción de la inmigración, que fue uno de los fines de la Constitución de 1853 (preámbulo y artículos 14 y 25), la palabra «Dios» no se encuentra asociada a ninguna religión en particular, pero el artículo 2 establece que «El Gobierno federal sostiene el culto católico apostólico romano», estableciendo así un estatus constitucional propio y preferente para la religión católica.
En el Preámbulo, Dios aparece como «protector» y «fuente» de la razón y la justicia, aludiendo así a la función normativa y a la función judicial.
La jurisprudencia y la doctrina constitucional han concluido que la invocación a Dios en el Preámbulo, implica adoptar una postura teísta del Estado, que no debe tomarse como una «cuestión menor, frívola o insignificante», sino como una «adhesión política y
jurídica a una particular cosmovisión en la cual lo trascendente tiene su lugar, reconociéndose al factor religioso como una dimensión propia de la persona», sin que ello pueda ir en perjuicio de la libertad religiosa y la imparcialidad del Estado frente a la autonomía de las diferentes religiones.

## Oración laica
Tradicionalmente, el Preámbulo ha sido enseñado en las escuelas argentinas con el fin de que los estudiantes lo aprendieran y recitaran de memoria. El presidente Raúl Alfonsín lo definió como una «oración laica», y lo recitó durante la campaña previa a su elección en 1983, que permitió a la Argentina recuperar la democracia, concluyendo sus discursos recitando la parte central del Preámbulo, constituida por el objeto y los destinatarios.

## Modificaciones
El Preámbulo fue modificado en tres oportunidades: 
- en la Reforma constitucional de 1860 para sustituir la palabra «Confederación» por la palabra «Nación»;
- en la Reforma constitucional de 1949 para incluir la frase «la irrevocable decisión de constituir una Nación socialmente justa, económicamente libre y políticamente soberana»;
- y en la Proclama dictatorial de 1956 para suprimir la frase agregada en 1949.[2]